# Medeglia
Medeglia is een plaats en voormalige gemeente in het Zwitserse kanton Ticino, en maakt deel uit van het district Bellinzona.
Medeglia telt 345 inwoners.

## Geschiedenis
Medeglia fuseerde op 21 november 2010 met de gemeenten Bironico, Camignolo, Rivera en Sigirino tot de gemeente Monteceneri.